# Handbuch des Schachspiels
Handbuch des Schachspiels (Manual do xadrez, algumas vezes simplesmente chamado de Handbuch) é um livro de xadrez publicado inicialmente em 1843 por Tassilo von Heydebrand und der Lasa. O projeto pertencia a Paul Rudolf von Bilguer, outro membro do Clube de xadrez de Berlim, que havia morrido em 1840. Von der Lasa completou o projeto publicando-o apenas com o nome de von Bilguer como autor. 
O livro contém uma análise geral das aberturas de xadrez conhecidas e uma seção adicional com a História do xadrez e da literatura do xadrez. Depois von der Lasa preparou ainda outras quatro edições (1852, 1858, 1864, and 1874). A sexta edição (1880) foi preparada por Constantin Schwede, e a sétima (1891) por Emil Schallopp com a ajuda de Louis Paulsen. Carl Schlechter preparou a oitava e última edição. A coleção foi publicada em onze partes entre 1912 e 1916, totalizando mais de 1000 páginas e incluindo contribuições de Rudolf Spielmann, Siegbert Tarrasch, Richard Teichmann, Jacques Mieses e, por fim, um adendo em 1930 de Hans Kmoch.